# Ladislav Rygl (père)
Ladislav Rygl, né le 16 juillet 1947 à Polubný et mort le 30 novembre 2024, est un coureur tchécoslovaque du combiné nordique, champion du monde en 1970.

## Biographie
Les débuts internationaux de Ladislav Rygl ont lieu aux Jeux olympiques d'hiver de 1968, où il est seizième.
Aux Championnats du monde 1970, il remporte la médaille d'or devant les Soviétiques Nikolay Nogovitsyn et Vyacheslav Dryagin.
Aux Jeux olympiques d'hiver de 1972, il prend la 26e place en individuel.
Il devient entraîneur après sa carrière sportive.
Ladislav Rygl meurt le 30 novembre 2024 à l'âge de 77 ans.

### Famille
Son fils, Ladislav Jr, a également concouru dans cette discipline, remportant notamment trois succès en Coupe du monde.

## Palmarès

### Jeux olympiques
| Épreuve / Édition | Grenoble 1968 | Sapporo 1972 |
| Individuel        | 16e           | 26e          |

### Championnats du monde
| Épreuve / Édition | Vysoke Tatry 1970 |
| Individuel        | Or                |